# Rockland (Idaho)
Rockland és una població dels Estats Units a l'estat d'Idaho. Segons el cens del 2000 tenia 316 habitants.

## Demografia
Segons el cens del 2000, Rockland tenia 316 habitants, 100 habitatges, i 80 famílies. La densitat de població era de 420,7 habitants/km².
Dels 100 habitatges en un 45% hi vivien nens de menys de 18 anys, en un 72% hi vivien parelles casades, en un 6% dones solteres, i en un 20% no eren unitats familiars. En el 19% dels habitatges hi vivien persones soles l'11% de les quals corresponia a persones de 65 anys o més que vivien soles. El nombre mitjà de persones vivint en cada habitatge era de 3,16 i el nombre mitjà de persones que vivien en cada família era de 3,65.
Per edats la població es repartia de la següent manera: un 39,6% tenia menys de 18 anys, un 6,3% entre 18 i 24, un 19% entre 25 i 44, un 23,7% de 45 a 60 i un 11,4% 65 anys o més.
L'edat mediana era de 28 anys. Per cada 100 dones de 18 o més anys hi havia 103,2 homes.
La renda mediana per habitatge era de 30.625 $ i la renda mediana per família de 42.778 $. Els homes tenien una renda mediana de 38.125 $ mentre que les dones 19.038 $. La renda per capita de la població era de 14.554 $. Aproximadament el 14,3% de les famílies i el 15,5% de la població estaven per davall del llindar de pobresa.

## Poblacions més properes
El següent diagrama mostra les poblacions més properes.